# Lawrence Klein
Lawrence Klein (n. 1920) este un economist evreu-american, membru de onoare al Academiei Române (din 1999). În anul 1980 a obținut Premiul Nobel pentru Economie.